# Internacionala
Internacionala (tudi Mednarodna) je himna socialističnega delavskega gibanja. Bila je nekaj časa tudi himna Sovjetske zveze. Junija 1871 je originalno Internacionalo (francosko L'Internationale) spisal Eugène Pottier.

## Besedilo
Besedilo Internacionale je bilo do današnjih dni prevedeno v preko 150 različnih jezikov in je svetovni simbol boja proti izkoriščevanju ter predstavlja (predvsem prva kitica) himno oz. poziv različnih delavskih gibanj širom sveta.

### 1. kitica
Vstanite v suženjstvo zakleti,
ki jarem vas teži gorja.
Zdaj pravda stara v borbi sveti
vas kliče za prostost sveta.
Ta svet krivičnosti razbijmo,
do tal naj boj ga naš podre;
nato svoj novi svet zgradimo,
bili smo nič, bodimo vse!
|: Že se ljudstvo je zbralo,
v zadnjo borbo že hiti,
da z internacionalo
prostost si pribori. :|

### 2. kitica
Nihče ne da nam odrešenja,
ne carji, kralji in ne bog;
osvoboditev iz trpljenja
bo delo naših lastnih rok.
Sami razbijmo jarem sužnji,
ki tlači nas že tisoč let;
zdaj kujte, bratje, kujte družni
človeštvu boljši, lepši svet.
|: Že se ljudstvo je zbralo,
v zadnjo borbo že hiti,
da z internacionalo
prostost si pribori. :|

### 3. kitica
Mi vse ustvarjamo na svetu,
zato naj vse bo naša last;
zato naj delavcu in kmetu
pripada tudi vsa oblast.
Ko vse lenuhe in tirane
uniči naša trda pest,
krivice bodo vse pregnane,
svoboden rod vasi in mest.
|: Že se ljudstvo je zbralo,
v zadnjo borbo že hiti,
da z internacionalo
prostost si pribori. :|